# Džerokaj
Džerokaj (in lingua russa Джерокай) è un centro abitato dell'Adighezia, situato nel Šovgenovskij rajon. La popolazione era di 1.100 abitanti al dicembre 2018. Ci sono 16 strade.